# يوتا كيمورا
يوتا كيمورا (باليابانية: 木村優太؛ بالكانا: きむら ゆうた) هو لاعب كرة قاعدة ياباني، ولد في 21 مايو 1985 في كازونو في اليابان.

## وصلات خارجية
- يوتا كيمورا على موقع الدوري الياباني لكرة القاعدة (الإنجليزية)
- يوتا كيمورا على موقعبيزبول رفرنس.كوم (الدوري الثانوي) (الإنجليزية)